# Большие Донки
Большие Донки — слабо солоноватое озеро в России, расположенное на юге Куртамышского района Курганской области.

## Описание
Озеро имеет суффозионное происхождение.
В озеро впадает единственная река — Доновка. На восточном берегу озера расположена деревня Новоникольская. Западнее озера Большие Донки находится озеро Хохлы. Южнее — озёра Уговое и Большое Горькое.

## Фауна
Озеро Большие Донки используется для рыбной ловли.
В озере водятся речной окунь, сазан (обыкновенный карп), серебряный карась, щука.

## Интересные факты
15 февраля 2013 года над озером Большие Донки вошёл в атмосферу Земли метеорит Челябинск.

## Данные водного реестра
По данным государственного водного реестра России, относится к Иртышскому бассейновому округу, водохозяйственный участок — Тобол от впадения реки Уй до города Курган, речной подбассейн реки — Тобол. Речной бассейн — Иртыш.